# 小行星6292
小行星6292是一颗围绕太阳公转的小行星。1986年8月28日，亨利·德波鸿诺在拉西拉天文台发现了此天体。
这颗小行星的绝对星等为285.5171248828844等。